# Башкирско-калмыцкие отношения
Башкирско-калмыцкие отношения (баш. Башҡорт-ҡалмыҡ мөнәсәбәттәре; калм. ?) — двухсторонние отношения между башкирами и калмыками, а в последствии между Башкортостаном и Калмыкией. 

## История
В начале XVII веке на исконной территории башкир в Приуралье и в Степном Заволжье появляется новая политическая сила – калмыки. В этот период они начали движение на запад к верховьям рек Яика и Ори. В 1608 году часть калмыков появилась на реке Эмбе, где их обнаружили ногаи, кочевавшие по Яику. Во второй половине XVI – начале XVII века башкиры кочевали в степях Степного Заволжья по рекам Большой и Малый Узень, Чижи в низовьях Яика. Во время тебеневок в Степном Заволжье у башкир возникали споры с калмыками. Первоначально калмыки проявляли большую сдержанность по отношению к башкирам. В 1623 году один из тайшей упрекал башкир, что они вторгаются в занятые калмыками места, а калмыки не могут ничего сделать, так как старшие тайши запретили обижать башкир.
С начала 40-х гг. XVII века обнаруживается тенденция к освоению калмыками пространства между Яиком и Волгой как постоянных кочевий. Тайши Лоузан кочевал в Рын – песках по рекам Большой и Малый Узень, приближаясь к Астрахани на расстоянии трех дней пути, намеревался кочевать на урочище Иргизе между Самарой и Саратовом. Летом 1643 года Хо-Урлюк перешел Яик и прикочевал к Самаре, а его сыновья Санжин и Сюнкей расположились по Чагре на расстоянии дневного перехода от Самары к югу. В 1644 году возмущенная нападениями калмыков царская администрация решила вытеснить их за Яик. Из Уфы и Астрахани воеводы Л. Плещеев и Ф. Волконский направили к калмыцким улусам отряд русских ратных людей и башкирских воинов и вытеснили калмыков за Яик, на Орь, Иргиз, Илек, Оил и Сагиз. В 1645 году Дайчин уладил конфликт мирным путем и поэтому калмыцкие улусы кочевали по Яику, Ори, Сакмаре, Киилу.
В 1648 году башкирское войско под командованием князя Акбулата Сулейманова предотвратило нападение калмыков на Уфимский и Казанский уезды. В 1652—1655 годах были построены крепости Закамской черты, которые сыграли значительную роль в отражении набегов калмыков.
В июле 1649 года царская администрация предложила Дайчину отойти за Яик и Эмбу для прекращений столкновений с башкирами. Дайчин при разговоре с Иван Онучиным о причинах и перспективах калмыцко-башкирских столкновений ясно давал понять, что башкиры вправе сами решать, кому подчиняться, они все равно перейдут под его руку, потому что он сильнее и его верховенство для них предпочтительнее русского владычества.  Вскоре Дайчин захватил 200 башкирских дворов и склонил к отъезду еще 1500 дворов. Влиятельный тархан Ногайской дороги Ишмухамет Давлетбаев признал над собой власть калмыцкого тайши Аюки и получил от него район кочевья вверх по Яику, а башкир «Ицких волостей» Карабаш Утеев подчинился Дайчину и собирался кочевать с ними по Волге.
Одной из причин башкирского восстания в 1662—1664 годах, являлся санкционированный переход части башкирских кочевий в руки калмыков. Во время очередного башкирского восстания 1681—1684 годов, калмыки стремясь подчинить себе Башкирию предприняли завоевательный поход, разоряя башкирские кочевья, забирая пленных и скот и т. д. Башкиры, спасаясь от калмыцких набегов, начали отходить от восстания. В ходе восстания 1704—1711 годов, царское правительство использовало калмыцкие войска под командованием Чакдор-Джаба, нанёсшего повстанцам серьёзное поражение летом 1710 года. Восставшие были вынуждены прекратить борьбу. Во время откочёвки калмыков в Джунгарию в 1771 году старшина Уфимского уезда Юлай Азалин, возглавил конный отряд из 300 башкир, который участвовал в преследовании калмыков, но сами башкирские войска участия в сражениях с калмыками не принимали. Позже, во время следствия, Юлай признался, что участие башкир в походе больше года было сознательным обманом, целью которого, было продемонстрировать лояльность властям.
В ходе взаимных грабительских набегов, калмыки и башкиры захватывали пленных и скот у друг друга. Материалы Посольского и Печатного приказов свидетельствуют о том, что наибольшее число пленных у башкир в XVII веке составляли калмыки. В наказах уфимским посольским головам, отправлявшимся в калмыцкие улусы, традиционно указывалось на необходимость размена или выкупа российских пленных. Башкиры также смотрели на пленных калмыков прежде всего как средство для обмена захваченных родственников.
В составе катайских башкир присутствует род калмак. Калмаки — оставшаяся в Зауралье группа калмыков, которая, поступив на службу к русскому царю, получила вотчинные права и положила начало новому «роду». Расселяясь смежно с ялан-катайцами, калмаки довольно сильно смешались с ними.

## Современность
В 2022 году Башкортостан и Калмыкия подписали договор об сотрудничестве.